# Days Are Gone Tour
Il Days Are Gone Tour è stato il primo tour musicale del gruppo musicale statunitense Haim, a supporto del loro primo album in studio Days Are Gone (2013).

## Scaletta
La seguente scaletta è rappresentativa dello spettacolo del 6 marzo 2014 a Londra. Non rappresenta tutti i concerti per l'intera durata del tour.
1. Falling
2. If I Could Change Your Mind
3. Oh Well (dei Fleetwood Mac)
4. Honey & I
5. Days Are Gone
6. My Song 5
7. Running If You Call My Name
8. Go Slow
9. Don't Save Me
10. Forever
11. XO (di Beyoncé)
12. The Wire
13. Let Me Go

## Date
| Data             | Città                | Stato         | Luogo                           |
| Europa           | Europa               | Europa        | Europa                          |
| ---------------- | -------------------- | ------------- | ------------------------------- |
| 19 novembre 2013 | Monaco di Baviera    | Germania      | Zenith Hall                     |
| 25 novembre 2013 | Amburgo              | Germania      | Gruenspan                       |
| 26 novembre 2013 | Colonia              | Germania      | Buergerhaus Stollwerck          |
| 27 novembre 2013 | Amsterdam            | Paesi Bassi   | Melkweg                         |
| 30 novembre 2013 | Parigi               | Francia       | La Gaité Lyrique                |
| 1º dicembre 2013 | Nimega               | Paesi Bassi   | Doornroosje                     |
| 2 dicembre 2013  | Anversa              | Belgio        | Trix                            |
| 4 dicembre 2013  | Norwich              | Regno Unito   | University of East Anglia       |
| 5 dicembre 2013  | Birmingham           | Regno Unito   | Birmingham HMV Institute        |
| 6 dicembre 2013  | Leeds                | Regno Unito   | Leeds Metropolitan University   |
| 8 dicembre 2013  | Manchester           | Regno Unito   | Manchester Ritz                 |
| 9 dicembre 2013  | Londra               | Regno Unito   | HMV London Forum                |
| 10 dicembre 2013 | Londra               | Regno Unito   | HMV London Forum                |
| 12 dicembre 2013 | Glasgow              | Regno Unito   | Glasgow ABC                     |
| 13 dicembre 2013 | Dublino              | Irlanda       | The Academy                     |
| Asia             |                      |               |                                 |
| 22 gennaio 2014  | Osaka                | Giappone      | Soma                            |
| 23 gennaio 2014  | Tokyo                | Giappone      | Shibuya Club Quattro            |
| 25 gennaio 2014  | Singapore            | Singapore     | Gardens by the Bay              |
| Oceania          |                      |               |                                 |
| 27 gennaio 2014  | Auckland             | Nuova Zelanda | Silo Park                       |
| 31 gennaio 2014  | Brisbane             | Australia     | Fortitude Valley                |
| 1º febbraio 2014 | Melbourne            | Australia     | Footscray Community Arts Centre |
| 2 febbraio 2014  | Sydney               | Australia     | Sydney College of the Arts      |
| 7 febbraio 2014  | Adelaide             | Australia     | Harts Mill                      |
| 8 febbraio 2014  | Fremantle            | Australia     | Esplanade Park                  |
| Europa           |                      |               |                                 |
| 12 febbraio 2014 | Bergen               | Norvegia      | USF Verftet                     |
| 14 febbraio 2014 | Oslo                 | Norvegia      | Rockefeller Music Hall          |
| 15 febbraio 2014 | Stoccolma            | Svezia        | Berns Salonger                  |
| 16 febbraio 2014 | Copenaghen           | Danimarca     | Vega                            |
| 20 febbraio 2014 | Berlino              | Germania      | Astra                           |
| 21 febbraio 2014 | Monaco di Baviera    | Germania      | Freiheiz                        |
| 22 febbraio 2014 | Francoforte sul Meno | Germania      | Gibson Club                     |
| 24 febbraio 2014 | Bruxelles            | Belgio        | AB Main Hall                    |
| 27 febbraio 2014 | Zurigo               | Svizzera      | Harterei                        |
| 1º marzo 2014    | Parigi               | Francia       | Le Trianon Hall                 |
| 3 marzo 2014     | Amsterdam            | Paesi Bassi   | Paradiso                        |
| 4 marzo 2014     | Nottingham           | Regno Unito   | Rock City                       |
| 6 marzo 2014     | Londra               | Regno Unito   | Brixton O₂ Academy              |
| 7 marzo 2014     | Brighton             | Regno Unito   | Brighton Dome                   |
| 8 marzo 2014     | Manchester           | Regno Unito   | Manchester Academy              |
| 10 marzo 2014    | Dublino              | Irlanda       | Olympia Theatre                 |
| 11 marzo 2014    | Sheffield            | Regno Unito   | Sheffield O₂ Academy            |
| 12 marzo 2014    | Glasgow              | Regno Unito   | Barrowlands                     |
| Nord America     |                      |               |                                 |
| 9 aprile 2014    | San Francisco        | Stati Uniti   | The Fillmore                    |
| 17 aprile 2014   | Las Vegas            | Stati Uniti   | The Cosmopolitan of Las Vegas   |
| 23 aprile 2014   | Austin               | Stati Uniti   | Stubb's BBQ                     |
| 24 aprile 2014   | Dallas               | Stati Uniti   | House of Blues                  |
| 26 aprile 2014   | Tulsa                | Stati Uniti   | Cain's Ballroom                 |
| 27 aprile 2014   | Nashville            | Stati Uniti   | Mercy Lounge                    |
| 6 maggio 2014    | Carrboro             | Stati Uniti   | Cat's Cradle                    |
| 8 maggio 2014    | Washington, D.C.     | Stati Uniti   | 9:30 Club                       |
| 10 maggio 2014   | New York City        | Stati Uniti   | Terminal 5                      |
| 13 maggio 2014   | Boston               | Stati Uniti   | House of Blues                  |
| 14 maggio 2014   | Filadelfia           | Stati Uniti   | Theatre of Living Arts          |
| 15 maggio 2014   | Toronto              | Canada        | Kool Haus                       |
| 17 maggio 2014   | Chicago              | Stati Uniti   | Vic Theatre                     |
| 19 maggio 2014   | Minneapolis          | Stati Uniti   | First Avenue                    |
| 21 maggio 2014   | Denver               | Stati Uniti   | Gothic Theatre                  |
| 22 maggio 2014   | Salt Lake City       | Stati Uniti   | Urban Lounge                    |
| 24 maggio 2014   | Vancouver            | Canada        | Malkin Bowl                     |